# Calendasco
Calendasco ist eine italienische Gemeinde (comune) mit 2418 Einwohnern (Stand 31. Dezember 2023) in der Provinz Piacenza in der Emilia-Romagna.

## Lage und Daten
Die Gemeinde liegt etwa neun Kilometer westnordwestlich von Piacenza. Die nördliche Gemeindegrenze bildet der Po, die östliche die Trebbia. Calendasco grenzt unmittelbar an die Provinzen Lodi und Pavia.

## Geschichte

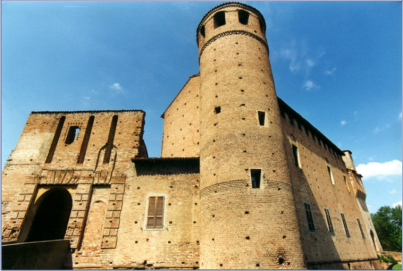
Die Burg von Calendasco

Bei Calendasco handelt es sich ursprünglich um eine römische Gründung an der Straße von Plakentia (dem heutigen Piacenza) nach Ticinum, dem heutigen Pavia. Aber auch Siedlungsreste aus der Kupfersteinzeit und der Bronzezeit sind nachzuweisen.
Die Burganlage stammt aus dem 12. Jahrhundert.
Das genaue Datum ist nicht bekannt. Anfang des 17. Jahrhunderts soll der Herzog von Parma und Piacenza Ranuccio I. aus der Familie Farnese albanische Flüchtlinge in der Provinz Piacenza aufgenommen haben, die in Boscone Cusani (heute Fraktion von Calendasco) angesiedelt wurden. In derselben Zeit wurden die Ortschaften Bosco Tosca von Südalbaniern und Pievetta (heute Fraktionen von Castel San Giovanni) von Nordalbaniern besiedelt.